# Языки Туниса

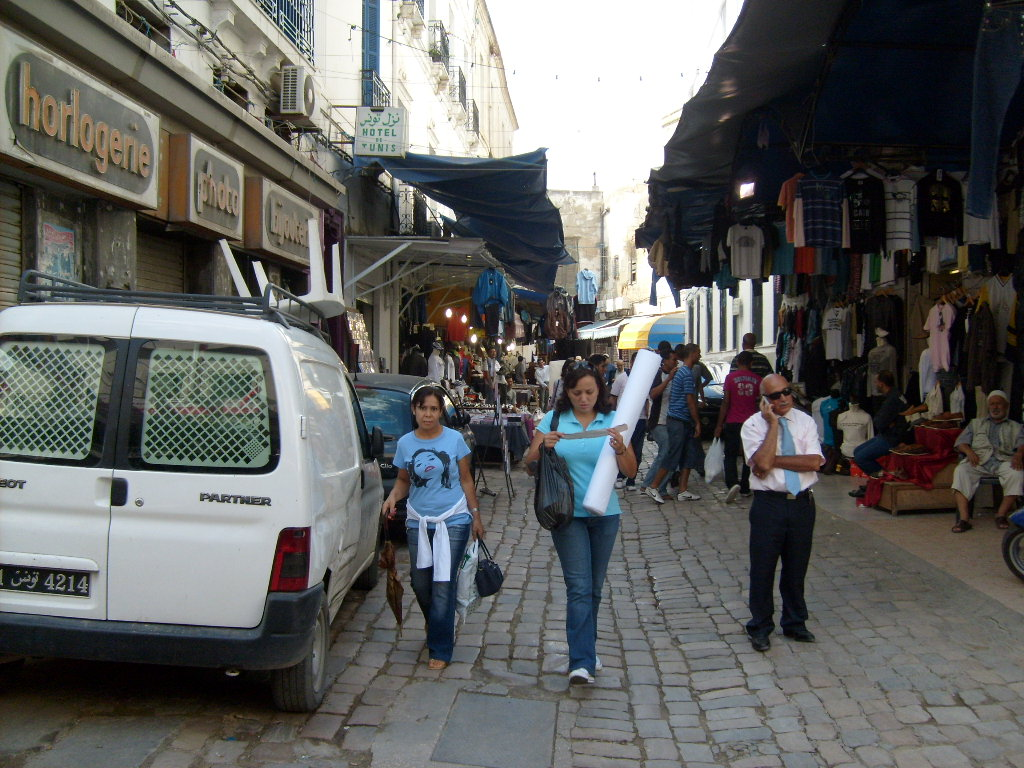
Вид на улицу в Тунисе

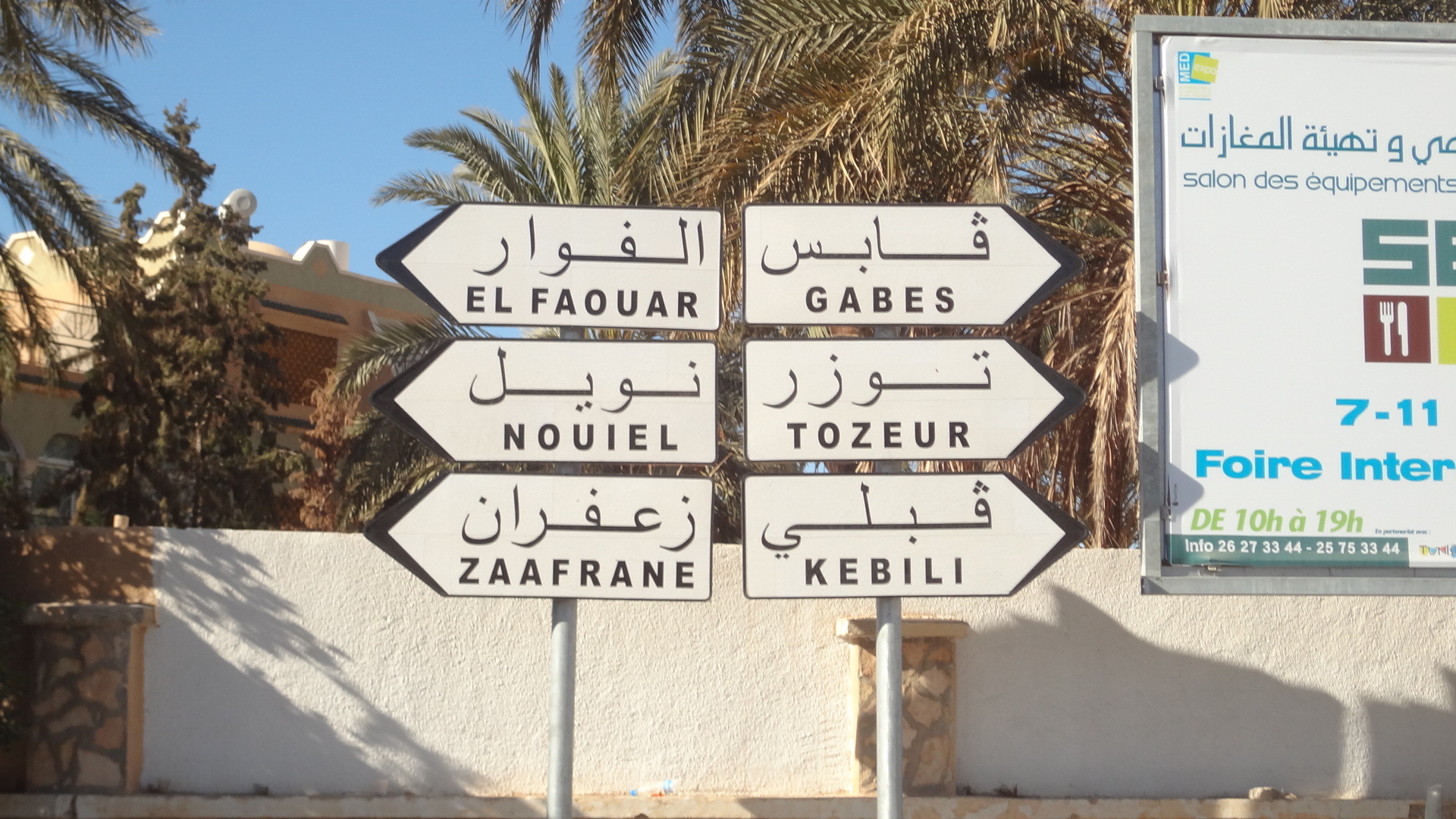
Дорожные знаки на арабском и французском языках

Тунис, с точки зрения языка, является наиболее однородным государством Магриба, поскольку почти всё население говорит на тунисском диалекте арабского языка (также называемом «дарижа»). Многие владеют литературным арабским языком, который является официальным языком страны, а также французским.
Тунисская дарижа, представляющая собой группу говоров, является одной из разновидностей арабского языка. Официальная организация, занимающаяся вопросами использования, развития и изучения тунисского диалекта, отсутствует. Согласно лингвистическим исследованиям, тунисский диалект близок мальтийскому языку.
На берберских диалектах говорит меньшинство тунисского населения главным образом в центральных и юго-восточных районах страны. Берберские диалекты, объединяемые общим названием шильх (шильха), относят к восточнозенетской подгруппе зенетской группы северноберберской ветви языков, в их число включают следующие диалекты: джерба (на острове Джерба), тамезрет, тауджут, зрауа (в округе Матмата), шенини и дуирет (в округе Южный Татавин). В справочнике языков мира Ethnologue эти диалекты относят к языку нефуса, А. Ю. Милитарёв группирует данные диалекты в два языка — джерба (на острове Джерба) и тамезрет (все остальные диалекты). Язык сенед, вымерший к середине XX века, был распространён в нескольких селениях к северо-западу от города Габес и к востоку от города Гафса. Общая численность бербероязычного населения Туниса — 26 000 человек (1998).
Во времена французского протектората французский язык внедрялся через государственные учреждения, в частности, через систему образования, которая стала эффективным инструментом для его распространения. С момента обретения независимости страна постепенно арабизировалась, хотя государственное управление, правосудие и образование остались двуязычными. Близость Туниса к Европе, а также иностранные СМИ и развитие туризма, способствуют распространению французского и других европейских языков (английского, итальянского и других).
1990-е годы стали переломными для процесса арабизации страны. Естественнонаучные предметы вплоть до конца средней школы были арабизированы в целях облегчения доступа молодёжи к высшему образованию и для продвижения арабского языка в обществе. С октября 1999 года частные учреждения обязаны давать в два раза больше учебных часов арабского письма, чем латинского. Однако это правило не всегда соблюдается. В то же время органы государственного управления должны работать только на арабском языке. Тем не менее из всех государственных организаций только министерства обороны и юстиции, а также парламент полностью ведут работу исключительно на арабском языке. Использование французского языка, по-видимому, снижается, несмотря на увеличение числа выпускников в системе образования. При этом хорошее владение французским языком остаётся важным социальным показателем. Причина кроется в том, что французский язык широко используется в бизнес-сообществе, в области естественных наук, в медицине и в интеллектуальной сфере.
Согласно правительственным оценкам, представленным для организации Франкофония, число носителей французского языка составляет 6,360 млн человек, или 63,6 % населения страны. До сих пор неясно, как Вторая Жасминовая революция может отразиться на будущей языковой политике страны.